# American vendetta
American vendetta è un romanzo giallo del 2006 scritto da Nelson DeMille.
Ha come protagonista John Corey.

## Trama
Sono passati ormai otto mesi dall´11 settembre, una data che ha segnato profondamente gli Stati Uniti e il mondo intero. L'ex detective della polizia di New York John Corey e sua moglie Kate Mayfield lavorano attivamente all´AATF mentre gli Stati Uniti sono percorsi dai venti di guerra e l´attenzione di tutti è rivolta non al se ma al quando il presidente Bush dichiarerà guerra all´Afghanistan e all´Iraq. 
Nell´attesa, l´intero ufficio di Federal Plaza è mobilitato dalla scomparsa dell´agente Miller mandato in una missione apparentemente tranquilla e di routine, vale a dire la sorveglianza di una riunione dell´elitario Custer Hill Club Club, immerso nella lussureggiante foresta ai piedi dei Monti Adirondack, dove si ritrovano periodicamente facoltosi uomini d'affari, ufficiali dell'esercito e membri del governo in quella che a quanto pare sembra una innocua associazione patriottica americana.
Miller è sparito e Kate e John si ritrovano a portare avanti una indagine personale e irregolare per scoprire cosa è successo al loro collega. Tutto, poi, prende una rapida ed inaspettata accelerata quando viene trovato il corpo senza vita del detective Miller. 
I due poliziotti dovranno vedersela non solo contro le forze oscure che minacciano di destabilizzare l´intero mondo per come lo conosciamo, ma contro i loro stessi superiori che cercheranno in tutti i modi di ostacolare la loro ricerca della verità. 
Poco a poco scopriranno che il Custer Hill cela in realtà una sorta di "consiglio" strategico che all'indomani dell'11 settembre si ritrova intorno a un tavolo a progettare i modi e i tempi di una ritorsione americana in risposta all'attacco subito, piano che ha il nome in codice "Wildfire".
Un antico nemico, infine, venuto da un passato dimenticato e sepolto, fa la sua comparsa a complicare ulteriormente la situazione.

## Edizioni
- Nelson DeMille, American vendetta, traduzione di Renato Pera, Arnoldo Mondadori Editore.